# Alcide (opera)
Alcide, aneb Herkulův triumf (Alcide, ou Le triomphe d'Hercule) je francouzská opera (tragédie lyrique) od Marina Maraise a Louise Lullyho, libreto sepsal Jean Galbert de Campistron. Opera měla premiéru 3. února 1693 v Pařížské opeře.
Dílo sestává z alegorického prologu a pěti dějství, podobně jako většina tragédie lyrique.

## Děj opery

### Prolog
V chrámu bohyně Vítězství bojovníci a lid různých národů prosí bohyni, aby jim někdy věnovala přízeň, již zahrnuje jediného mocného krále. Vítězství sestupuje, ale nazývá jejich naděje marnými: vždy musí stát po boku zmíněného neporazitelného hrdiny. Bez velkých okolků prosebníky ze svého chrámu vyhání a zve do něj „obyvatele šťastných krajin“, tj. říše onoho mocného krále. Pastýři a pastýřky jsou zde i ve stínu války šťastni, tančí a oddávají se milostným hrám. Nakonec se „obyvatelé šťastných krajin“ rozhodují svému vítěznému hrdinovi na jeho počest připravit „pompézní podívanou“.

### 1. dějství
Aecalská princezna Iole naříká: její otec, král Euritus, byl ve válce poražen a i se svou rodinou zabit, jen ji dobyvatel – „válečník, před nímž se třese celý svět“ – učinil svou otrokyní. Nebyla by vydržela utrpení své i lidu své země, pokud by ji při životě nedržela láska k Alcidovu druhovi Philoctètovi. Se svým zoufalstvím i nadějí se svěřuje své důvěrnici a vzdálené příbuzné Aeglé. Philoctète přichází s dobrou zprávou: právě přijela Alcidova choť Déjanire, calidonská královna a Philoctètova příbuzná. Ten si od ní slibuje, že se u svého manžela přimluví a Alcide svolí s navrácením aecalské koruny Iole i s jejím sňatkem s Philoctètem. Bojovník a zajatá princezna si přísahají věčnou lásku.
Právě však přichází Alcide. Dal své družině příkaz k uchystání slavnosti bohyni Junoně, ochránkyni manželství, a sděluje Iole, že si jej svou krásou podmanila a že se s ní hodlá oženit. Překvapení, námitky a nakonec i výslovné odmítnutí princezny nebere na zřetel: „Alcide se nikdy nezamilovává neúspěšně“. Velkomyslně propouští aecalské zajatce a slibuje jim přízeň svého otce Jupitera, vládce bohů. Aecalci se radují, tančí a zpívají chválu chrabrému Alcidovi a své spanilé královně. Ta vidí, že se pro blaho svého lidu bude muset podvolit. Žádá alespoň své poddané, aby se šli radovat jinam, a o samotě vzlyká nad svým neštěstím a hanbou. Odchází vyhledat Philoctèta, aby si mohli ulevit svému žalu společně.

### 2. dějství
Philoctète oznamuje Alcidovi, že do jejich vojenského tábora nečekaně dorazila jeho (dosavadní) manželka Déjanire. Alcide má z nenadálé návštěvy své manželky, již se právě chystal bez jejího vědomí zapudit, strach, konfrontuje ji však chladnokrevně. Vyčítá jí, že opustila své sídlo bez jeho svolení. Déjanira se hájí tím, že ji láska neodolatelně pudila za ním, ale Alcide jí přikazuje, aby se ihned vrátila do Calidonu a dohlédla na správu země, jíž zmítají vzpoury a atentáty; pak odchází.
K Déjaniře se již dostaly zprávy o tom, že se její manžel zamiloval do své nové zajatkyně, a vyptává se Philoctèta, co je na tom pravdy. Ten jí toto podezření potvrzuje a chce se s ní spojit, protože i on by chtěl zabránit sňatku Iole s Alcidem. Déjaniry se zmocňuje divoký hněv proti nevěrnému manželovi a chce proti němu na svou stranu povolat Junonu, že levobočkovi svého božského manžela vždy prokazovala nepřízeň. Pak si však uvědomí, že přes veškerou snahu Alcida stále miluje, a svou zlost tedy – k Philoctètově zděšení – obrátí proti své domnělé sokyni v lásce a přísahá, že ji zničí. Déjanira odchází, aby se se žádostí o pomoc ke své pomstě obrátila na thesalskou vědmu Thestylis.
Philoctète se obává, že jeho milované hrozí od královny nebezpečí, a varuje přicházející Iole. Ta jej naopak varuje před tím, co lze čekat od žárlivého Alcida. Oba nahlížejí bezvýchodnost své situace, přesto si opětovně přísahají lásku. Z nebes se na Venušině voze snese bůh lásky Amor. Utěšuje milence tím, že nad nimi drží ochrannou ruku a že má celý svět ve své moci, a povolává družinu zefyrů a nymf, aby je svým zpěvem a tancem rozptýlili.

### 3. dějství
(Thestylina sluj) Thestylis připravuje svá kouzla, která ji činí téměř stejně mocnou jako bohové. Přichází Déjanire a žádá vědmu o pomoc, totiž aby jí navrátila srdce jejího manžela. Thestylis královně nabízí, že pro ni zhasí hvězdy a přetvoří celý vesmír, ale pokud Déjanira sama neudržela lásku svého chotě, žádná kouzla jí nepomohou. Déjanira alespoň žádá, aby vědma překazil Alcidův sňatek s Iole. K tomu Thestylis svoluje, radí však královně, aby se vzdálila ze sluje, jinak by ji mohly mocné čáry vylekat. Déjanira se však rozhoduje zůstat.
Thestylis svolává thesalské čarodějnice. Ty se na její pokyn sejdou a jejich první rada Déjaniře je, aby nechala věci být a přestala nevěrníka milovat, byť to bude stát úsilí. To však královna odmítá jako nemožné. Čarodějnice tedy zpěvem a tancem vyvolávají podsvětní božstva a žádají je o pomoc. Peklo přichází s radou, již tlumočí Thestylis: Nechť královna přiměje svého manžela, aby si na chvíli oblékl háv, jejž kdysi Déjaniře zanechal umírající kentaur Nessus. Jistá „velká událost“ pak navždy rozdělí Alcida a jeho novou milenku. Královna s díky odchází.

### 4. dějství
(Příjemný les na mořském pobřeží) Alcide se kochá krásou a klidem přírody. Na chvíli jej přepadnou výčitky a obavy z veřejného mínění za to, že opouští Déjaniru, záhy však všechny pochybnosti potlačí. Obrací svou pozornost opět k prostředí a uchyluje se k odpočinku ve stínu stromoví.
Práv toto odlehlé místo si vybrali za dějiště tajné schůzky Philoctète a Iole. Philoctýete přichází první a po chvíli netrpělivého čekání se objeví i Iole. Jako obvykle i nyní si horoucně vyznávají lásku. Tu se z křoví vynoří rozzuřený Alcide. Philoctètovi slibuje okamžitou popravu a Iole nařizuje, aby se připravila na svatební obřad, který se musí konat ještě téhož dne. Milenci se rozkazům podřizují a odcházejí.
Alcide se v monologu obrací na bohyni Junonu. Splnil veškeré těžké úkoly, které mu uložila, aby utišil její hněv. Nyní doufá, že se bohyně nebude stavět proti jeho sňatku a že zbytek života bude moci strávit v pokoji. Nařizuje svému pobočníkovi Licasovi a své družině, aby z ukořistěných zbraní vztyčili trofej na počest Junony. Sám si odchází odpočinout. Licas vede obětní obřad Junoně. Tu se objeví Déjanira a všechny vyhání. Což se mohou domnívat, že si Alcide najednou nakloní Junonu, a to právě v okamžiku, když se hodlá dopustit nevěry a zrušit manželský svazek, nad jehož posvátností právě Juno bdí? Taková oběť ji jen více rozhněvá. O samotě pak vzývá bohy, aby nedali její sokyni zvítězit. Prohlíží si háv, potřísněný Nessovou krví, a doufá, že čáry s ním spojenými a za přízně Amora získá zpět manželovu lásku.

### 5. dějství
(Hora Etna) Déjanira čeká na hoře Etně, kde se má odehrát svatební obřad; je již připravena hranice, na níž má být provedena zápalná oběť. Doufá, že Nessův háv – který poslala Alcidovi přes Licase – zapůsobil a že její hanba a trápení brzy skončí. Na místo přicházejí kněží a obětníci a zahajují obřad; Déjanira začíná být netrpělivá. Náhle vběhne Philoctète a nařizuje obřad zastavit, neboť se stalo strašné neštěstí: Alcide trpí ve smrtelné agónii. Sotva si oblékl Nessův háv, zmocnil se jej šílený zápal. Licase, který mu oděv přinesl, již Alcide zavraždil a nyní se blíží: nechť se před zuřícím hrdinou raději všichni skryjí.
Déjanira pochopí, že se nevědomky stala nástrojem Junoniny pomsty. Trápí jí výčitky svědomí, jakož i bolest nad Alcidovým utrpením. Rozhoduje se tedy zemřít a umožnit tak Alcidovi nový sňatek, aniž by jej mohla Juno stíhat za porušení manželského slibu. S přáním, aby její manžel ji přežil ve štěstí a zdraví, se vrhá se skály. Lidé komentují Déjaniřinu smrt jako důkaz její neviny.
Vpotácí se Alcide ve velkých bolestech a halucinacích. Žádá si jen smrt a potrestání Déjaniry. Když mu Philoctète sdělí, že Déjanira se již potrestala sama a že strůjcem jeho smrti je dávno mrtvý Nessus, pochopí Alcide, že nastal den slíbený mu věštbou, a uklidní se. Dnes tedy má opustit pozemský život, připojit se k bohům na Olympu a dosáhnout nesmrtelnosti. Odevzdává Iole Philoctètovi, prosí je o odpuštění a sám vystupuje na obětní hranici, aby oheň strávil vše, co je na něm smrtelného. Zatímco Iole, Philoctète a lid opěvují nesmrtelného Alcida, Jupiter, otec slavného hrdiny, oslavuje jeho příchod mezi bohy blesky a výbuchem Etny.